# Guillermo Botero
Lorenzo Guillermo Botero Nieto (Bogotá, 9 de abril de 1948) é um advogado, empresario, conferencista e político colombiano. Foi nomeado Ministro da Defesa entre agosto de 2018 e novembro de 2019.

## Biografia

### Início
Botero nasceu em Bogotá em 1948, dia dos eventos de El Bogotazo. Ele é filho do comerciante Lorenzo Botero Jaramillo, fundador da FENALCO, uma guilda que reúne todos os comerciantes da Colômbia e, portanto, um dos setores mais importantes da Colômbia. Ele se formou no Colegio Calasanz em Bogotá e depois estudou Ciência Política.
Estudou Direito na Universidad de los Andes, onde também foi professor, e é empresário com larga experiência na Colômbia, combinou a advocacia com atividades empresariais nas áreas de comércio exterior, operações logísticas e, paralelamente, sempre atrelado às atividades sindicais.

## Carreira no setor privado
Em sua atividade empresarial, destaca-se a exportação de flores desde 1979 e a presidência por 10 anos até 2003 de uma empresa dedicada à armazenagem, movimentação e custódia de mercadorias do setor logístico, denominada Consimex S.A. Desde novembro de 2003, ocupa a Presidência da FENALCO, entidade à qual está vinculado como membro de seu Conselho de Administração em diversas ocasiões desde 1985.
Guillermo Botero também foi palestrante em vários fóruns sobre questões políticas e econômicas.
Entre 2016 e 2017, foi presidente do Conselho de Administração da Câmara de Comércio de Bogotá e entre 2020 e 2021 foi membro principal do Conselho de Administração de Corferias.

## Carreira no setor público

### Ministerio de Defesa
Foi nomeado pelo Presidente Iván Duque como o novo Ministro da Defesa Nacional.
Em 2019, o secretário de Defesa dos Estados Unidos, James Mattis, reuniu-se com Botero em Bogotá para discutir questões de defesa nacional, levando em conta o longo relacionamento entre os dois governos no tratamento desses assuntos. Mattis agradeceu a Botero e ao governo colombiano por todos os seus esforços para fortalecer a segurança na Colômbia e por denunciar ações antidemocráticas, especialmente de governos de países como Venezuela e Nicarágua.

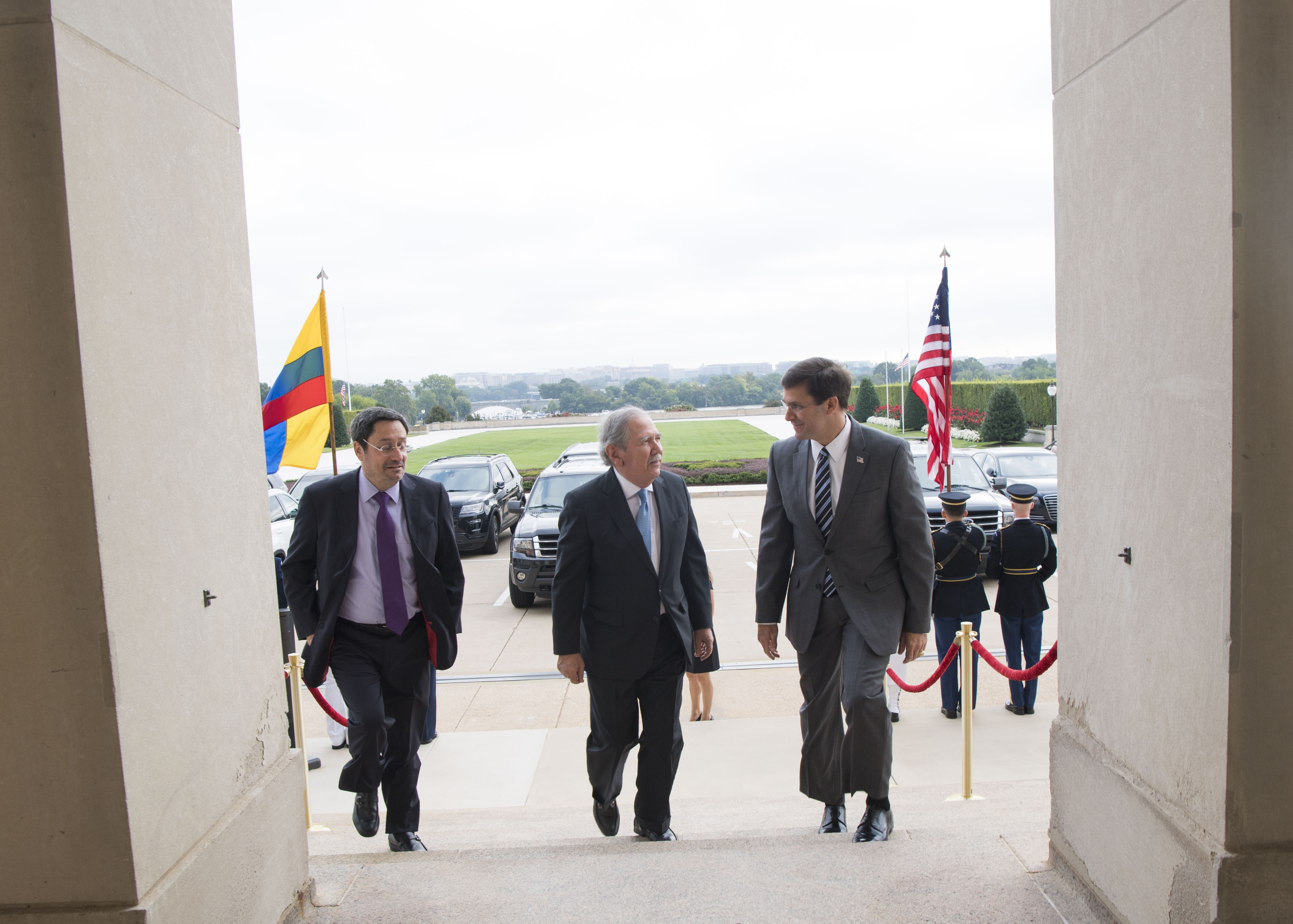
Guillermo Botero se encontra com o secretário de Defesa dos EUA, Mark Esper, no Pentágono, Washington D.C., em 11 de setembro de 2019.)

### Moções de censura e renúncia
Em seu mandato, enfrentou duas tentativas de moção de censuraː A primeira em junho de 2019, onde obteve sucesso devido ao apoio da bancada do governo, e outra em novembro de 2019.
Antes que a segunda moção fosse votada, Botero anunciou sua renúncia em 6 de novembro de 2019, um dia antes de seu início, após imensa pressão cidadã causada por vários eventos apresentados em seu mandato, como o assassinato de Dimar Torres ou do bombardeio de um local ocupado por dissidentes das FARC no município de Porto Rico, Caquetá, onde morreram 18 menores.

### Embaixada da Colômbia no Chile
Depois de renunciar ao cargo de ministro da Defesa, em 2021 Botero foi nomeado pelo presidente Iván Duque como embaixador da Colômbia na República do Chile. Ele substituiu Alberto Rendón Cuartas, que ocupava o cargo desde 2018. Como parte da agenda diplomática, que inclui tratar de questões de cooperação econômica e cultural entre as nações, durante o mandato de Botero, foram comemorados os 200 anos de relações diplomáticas entre esses dois países.